# Compton Terrace
Die Compton Terrace bezeichnet zwei ehemalige Amphitheater in Phoenix, Arizona.

## Geschichte
Das erste Amphitheater der Compton Terrace wurde in dem Areal von Legend City in Phoenix errichtet und war zwischen 1979 und 1983 im Einsatz. Es besaß eine Zuschauerkapazität von 20.000 Plätzen und gehörte Jess Nicks, dem Vater der Sängerin Stevie Nicks. Das zweite Bauwerk, welches als Compton Terrace bekannt gemacht wurde, war ein Amphitheater mit einer Kapazität von 10.000 Konzertbesuchern in Chandler in der Region um Phoenix. Es wurde in der Nähe des Wild Horse Motorsports Park errichtet und 1985 eröffnet. Im Jahr 2010 wurde es geschlossen und abgerissen.
In den Amphitheatern traten unter anderem die Künstler Eric Clapton, Morrissey, Eurythmics, Fleetwood Mac, Aerosmith, AC/DC, Phil Collins, Grateful Dead, Guns N’ Roses, Queen, Iron Maiden, Pat Benatar, Scorpions, Van Halen und Bon Jovi Depeche Mode auf.